# Изюм-Барвенковская наступательная операция
Изюм-Барвенковская наступательная операция — военная операция Красной Армии против немецких войск во время Великой Отечественной войны. Проводилась с 17 по 27 июля 1943 года войсками Юго-Западного фронта с целью сковывания донбасской группировки противника и недопущения переброски его войск в район Курской битвы.

## Военно-стратегическая ситуация
Генерал-лейтенант В. И. Чуйков отмечал, что :

 План Ставки Верховного Главнокомандования предусматривал, как только развернётся Курская битва, переход в наступление нескольких соседствующих фронтов, чтобы гитлеровское командование не могло усилить войска на курском направлении.
Юго-Западный фронт должен был начать наступление на Барвенково; Южный фронт — из района Матвеев Курган на запад, на Сталино и далее на Мелитополь; Брянский фронт — на Орёл; Западный фронт — на Карачев.
В такой обстановке немецкое командование лишалось всякой возможности маневрировать резервами.

Курская битва, разгоревшаяся в начале июля в районе Курска, потребовала от противоборствующих сторон максимального напряжения сил и средств. В условиях, когда каждое дополнительное соединение, брошенное в бой, могло решить ход сражения, советское командование решило провести наступление в Донбассе.

## Замысел операции
Согласно замыслу советского командования главный удар в направлении на Барвенково, Красноармейское из района Изюма должны были наносить своими смежными флангами 1-я и 8-я гвардейские армии. На вспомогательном направлении действовала 3-я гвардейская армия, которой предстояло ударить из района Привольное на Артёмовск. Подвижной группировке фронта ставилась задача войти в прорыв, нанести удар в направлении на Сталино и во взаимодействии с войсками Южного фронта (Миусская операция) окружить донбасскую группировку противника.
В ходе операции советским войскам предстояло преодолеть хорошо организованную оборону, проходившую по правому крутому берегу Северского Донца и состоящую из 2-3 полос. Высоты и населённые пункты в глубине обороны были превращены в узлы сопротивления.

## Состав и силы сторон

### СССР
Юго-Западный фронт:
- 1-я гвардейская армия (генерал-полковник В. И. Кузнецов)
- 3-я гвардейская армия (генерал-майор артиллерии Г. И. Хетагуров)
- 8-я гвардейская армия (генерал-полковник В. И. Чуйков)
- 12-я армия (генерал-майор А. И. Данилов)
- 23-й танковый корпус (генерал-лейтенант танковых войск Е. Г. Пушкин)
- 1-й гвардейский механизированный корпус (генерал-лейтенант И. Н. Руссиянов)
- 17-я воздушная армия (генерал-лейтенант авиации В. А. Судец)

### Германия
Часть сил группы армий «Юг» (генерал-фельдмаршал Э. Манштейн):
- 1-я танковая армия (генерал-полковник Э. Макензен) в составе:
  - 57-й танковый корпус
  - 40-й танковый корпус
  - 30-й армейский корпус
- оперативная группа «Кемпф»

## Ход боевых действий
На рассвете 17 июля советские войска начали артиллерийскую и авиационную подготовку. 90 минут артиллерия вела огонь по немецким позициям, и в 6:50 стрелковые части начали форсирование Северского Донца. В течение первого дня операции войска 1-й и 8-й гвардейских армий форсировали реку и захватили несколько плацдармов на её правом берегу. К концу дня им удалось продвинуться вглубь немецкой обороны до 5 км. Дальнейшее продвижение советских дивизий было остановлено сильным сопротивлением и непрерывными контратаками обороняющихся.
Последовавшая на следующий день попытка увеличить мощь наступающих войск путём ввода в бой по частям 23-го танкового и 1-го гвардейского механизированного корпуса успеха не принесла. К тому времени и немецкое командование подтянуло из оперативного резерва две танковых дивизии (17-ю и дивизию СС «Викинг») из состава 24-го танкового корпуса. Все попытки завершить прорыв тактической зоны немецкой обороны были отбиты.
Развернулась борьба за расширение и объединение захваченных плацдармов. За 10 дней непрерывных боёв размер занятой территории достиг около 30 км по фронту и 10-12 км в глубину.
3-я гвардейская армия на своём направлении успеха не имела.

## Участники Изюм-Барвенковской наступательной операции
- Николай Филиппович Батюк, гв. ген.-майор, командир 79 гв. сд (погиб).
- Александр Кириллович Сечкин, ст. лейтенант, Герой Советского Союза (посмертно).
- Илья Захарович Шуклин, ст. лейтенант, Герой Советского Союза (посмертно).
- Николай Степанович Сивцов, ст.  лейтенант, Герой Советского Союза (пропал без вести).
- Мемориал в городе Святогорске на месте захоронения генерала Батюка Н. Ф. и Героев Советского Союза Сечкина А. К., Шуклина И. З.

## Потери

### Германия
Согласно данным десятидневок ОКХ, 1-я танковая армия потеряла с 11 по 20 июля 1400 человек погибшими, 5467 человек ранеными и 541 человека пропавшими без вести, а всего 7408 человек личного состава.
С 21 по 31 июля потери составили соответственно 1177, 4563, 1348 и 7088 человек личного состава.

### СССР
Данные о потерях советских войск в ходе наступления сильно разнятся.
Согласно данным о потерях Юго-Западного фронта за подписью начальника оперативного отдела штаба фронта полковника Буренина: с 15 по 24 июля фронт потерял 60147 человек – 12639 убитыми, 2200 пропавшими без вести, 44122 ранеными и 1186 выбывшими по иным причинам, 95 танков сгоревшими и 298 выбывшими из строя, 3 САУ сгоревшими и 2 выбывшими из строя, 214 орудий и 97 минометов; с 17 по 22 июля были потеряны 58234 человека – 10979 убитыми, 530 пропавшими без вести, 47725 ранеными и 81 выбывшими по иным причинам, 95 танков сгоревшими и 290 подбитыми, 3 САУ сгоревшими и 2 подбитыми, 142 орудия и 96 минометов.
Так согласно отчету штаба 23 танкового корпуса, с 17 по 24 июля он потерял сгоревшими 114 танков и ещё 17 числились подбитыми, по отчету же штаба фронта их насчитывалось 27 и 136 соответственно.
Согласно окончательным данным журнала боевых действий Юго-Западного фронта с 17 по 27 июля всего было потеряно 64390 человек – 13916 убитыми, 2518 пропавшими без вести и потеряным по иным причинам и 47956 ранеными, 363 танка (266 безвозвратно), 144 орудия и 105 минометов.
По иным источникам потери составили 38 690 человек, из них безвозвратными — 10 310 человек.

## Результаты операции
В результате операции советским войскам не удалось решить поставленные задачи. Тем не менее, форсировав Северский Донец и захватив крупный плацдарм на его правом берегу, они сковали силы противника, оказав тем самым существенную помощь войскам Воронежского фронта в обороне на южном фасе Курской дуги. Кроме того, чтобы парировать удар Красной Армии, командование вермахта перебросило в район Донбасса из-под Харькова 5 танковых и из-под Орла одну моторизованную дивизии, что облегчило переход в контрнаступление войскам Воронежского и Степного фронтов.